# Valeriu Pantazi
Valeriu Pantazi, de son vrai nom Valeriu Pantazie Constantinescu (né le 17 mai 1940, Urechești, județ de Vrancea, Roumanie— décédé le 25 juillet 2015, Bucarest, Roumanie), est un poète, un écrivain et un peintre roumain.
Il a été un proche collaborateur de Nichita Stănescu, Sorin Dumitrescu, Ștefan Agopian, de l'artiste grafique Valentin Popa et du peintre Radu Darânga. Son grand ami a été le peintre Gheorghe Pantelie de Pitești. 
Valeriu Pantazi a été le mari de l’architecte et écrivain Francisca Stoenescu.

## Images

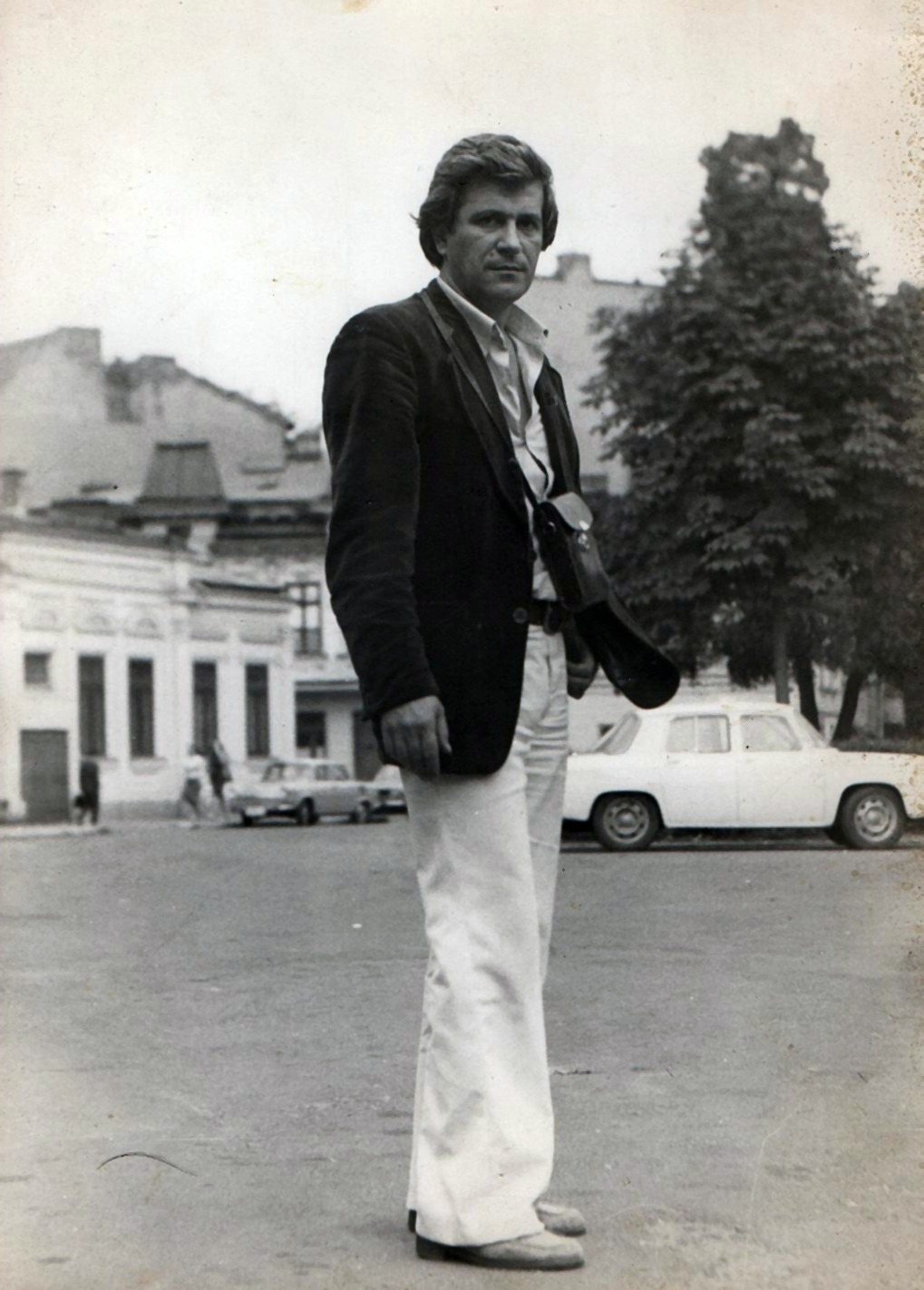
Valeriu Pantazi en 1970
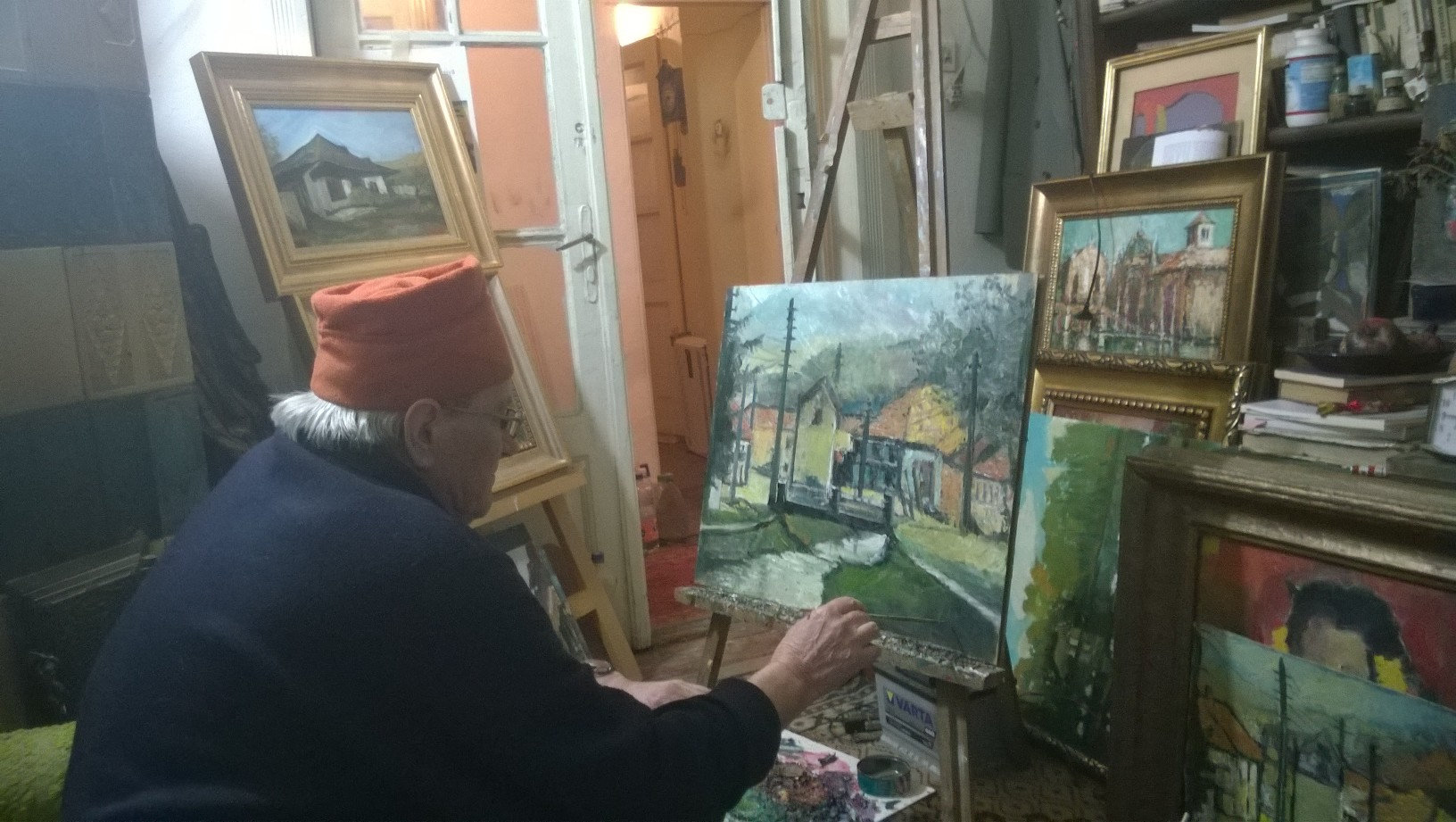
Valeriu Pantazi dans son atelier (2014)
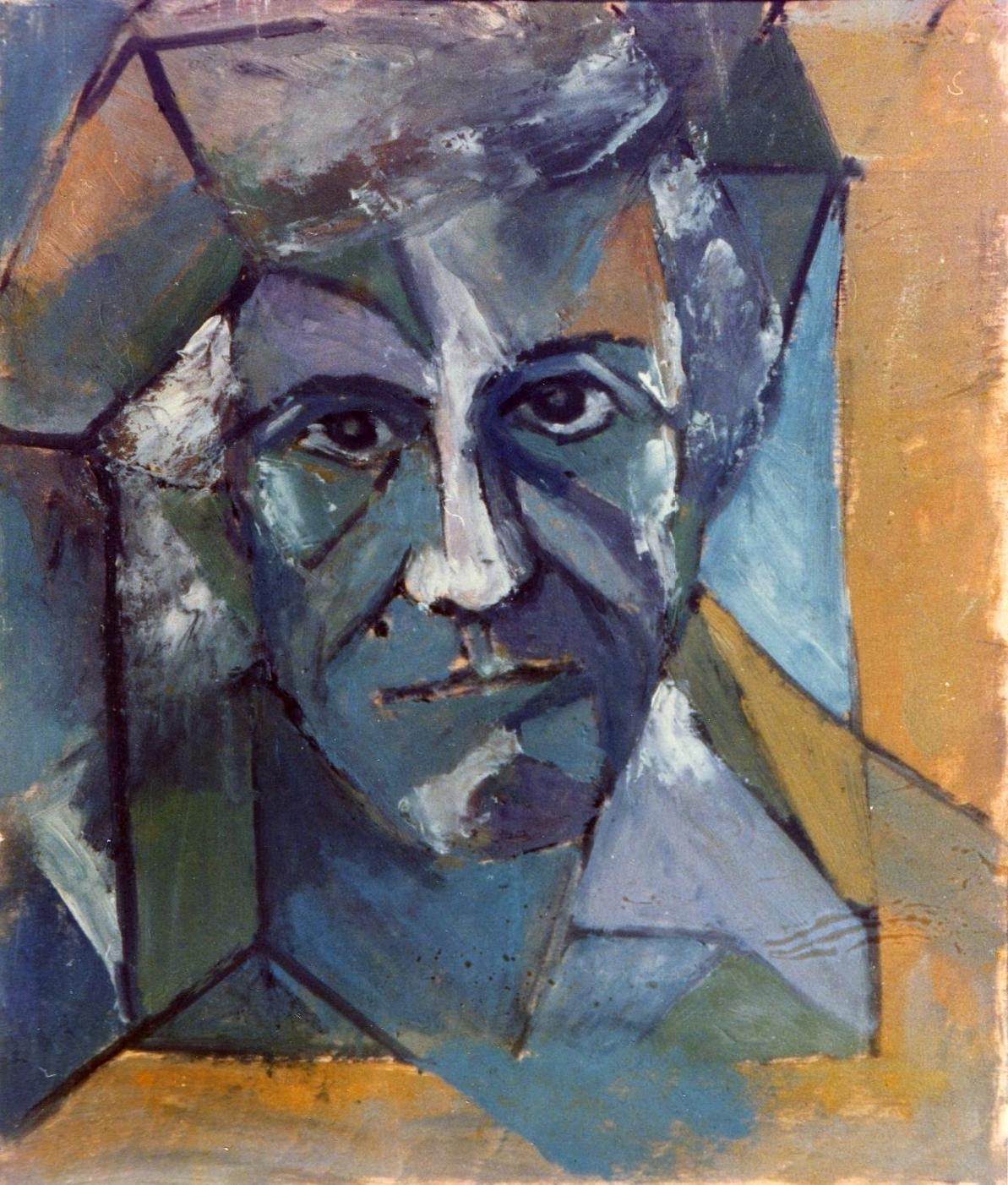
Autoportrait (1988)
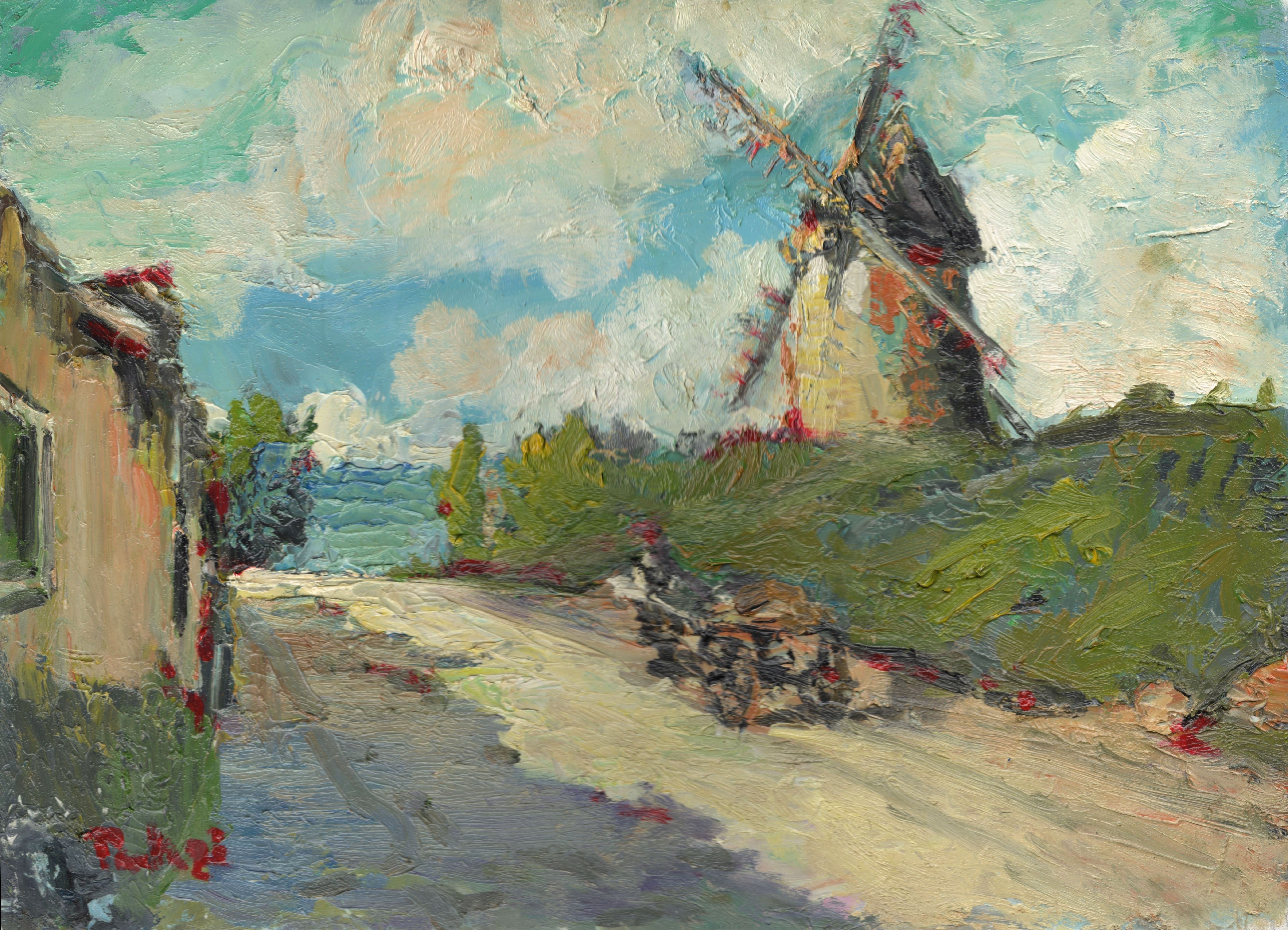
Moulin hollandais (juillet 2010)
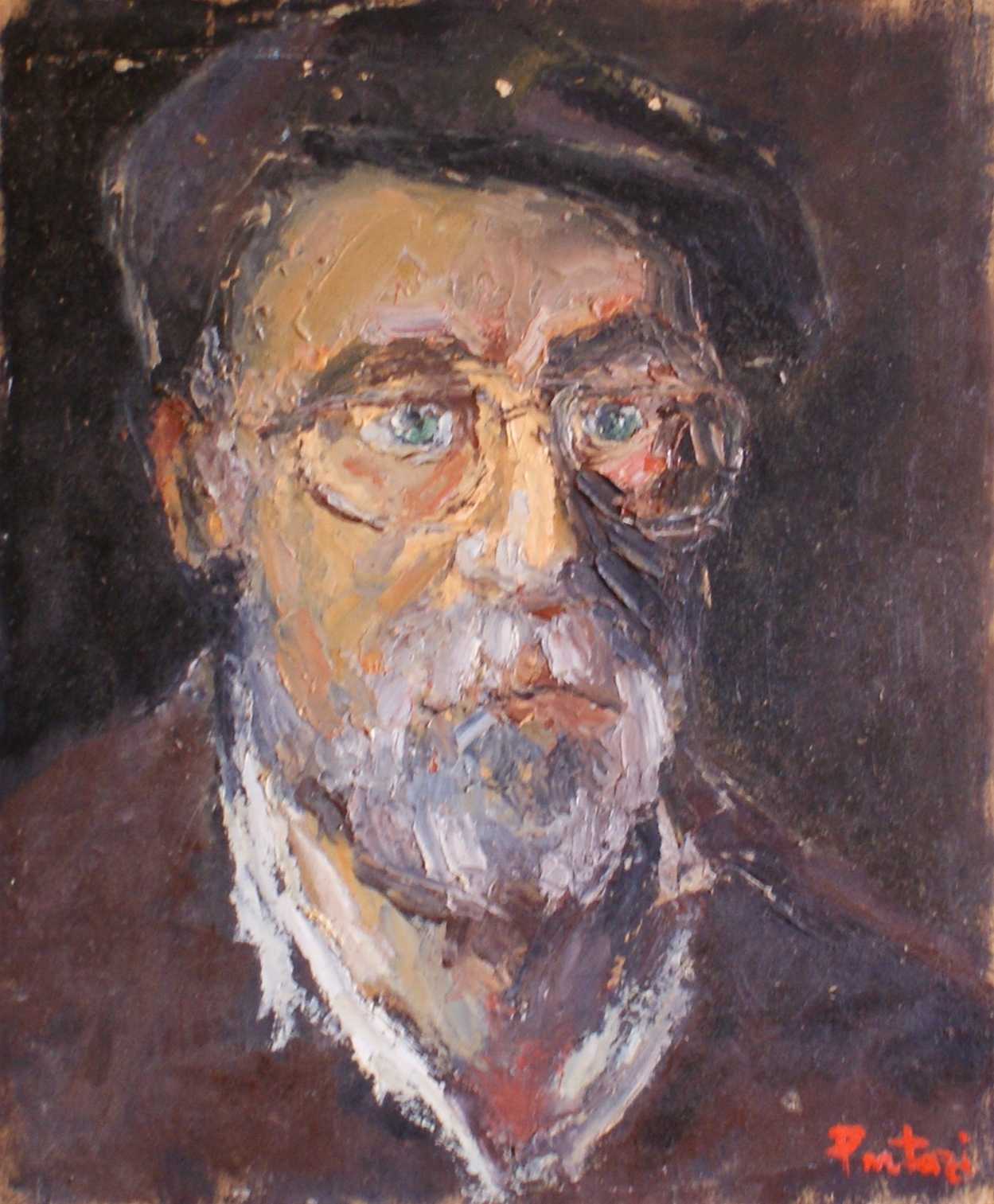
Le portrait du peintre Gheorghe Pantelie fait par Valeriu Pantazi (février 2013)
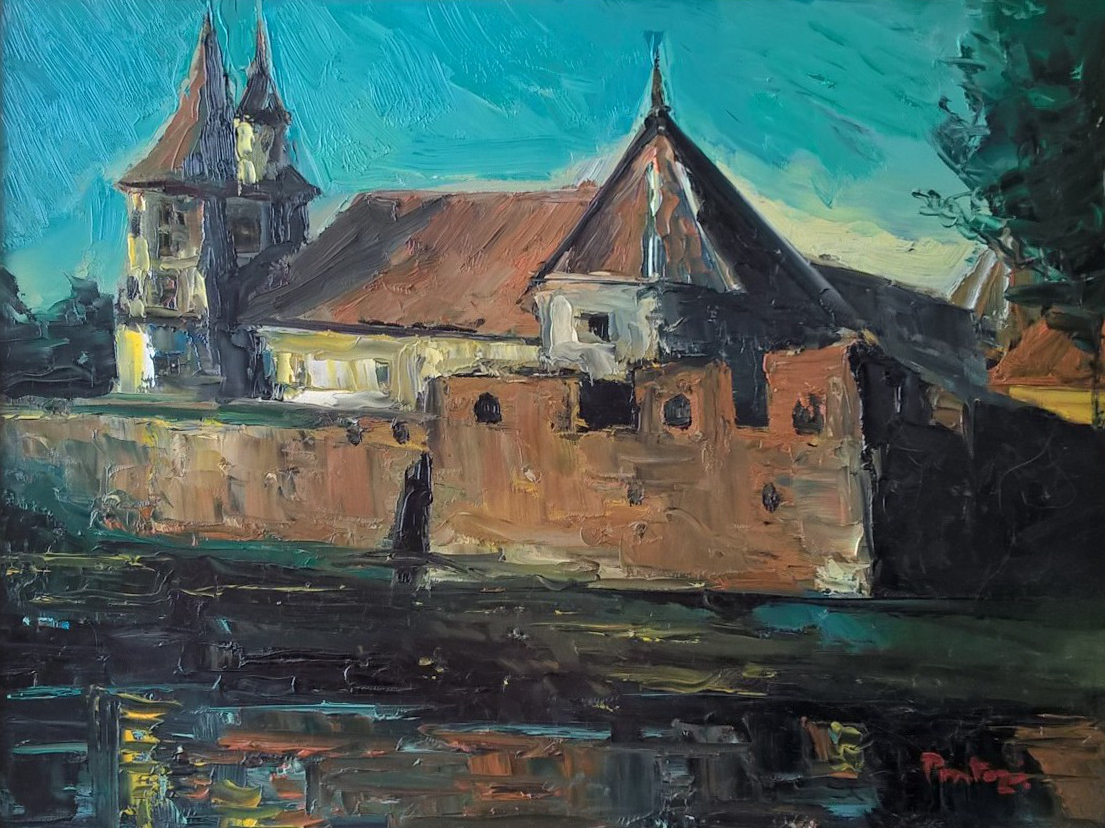
Crépuscule au Château de Făgăraș (2013)
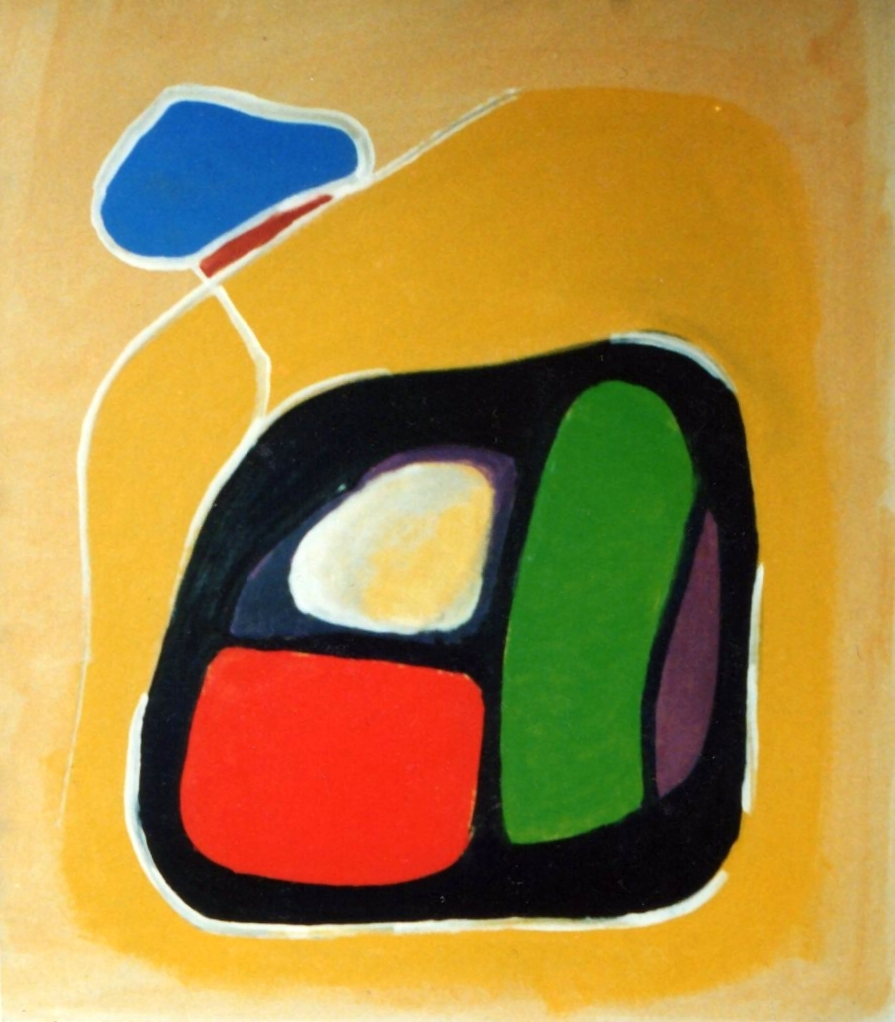
La liaison du Ciel avec la Terre, tableau peint et vendu aux Pays-Bas (1992)
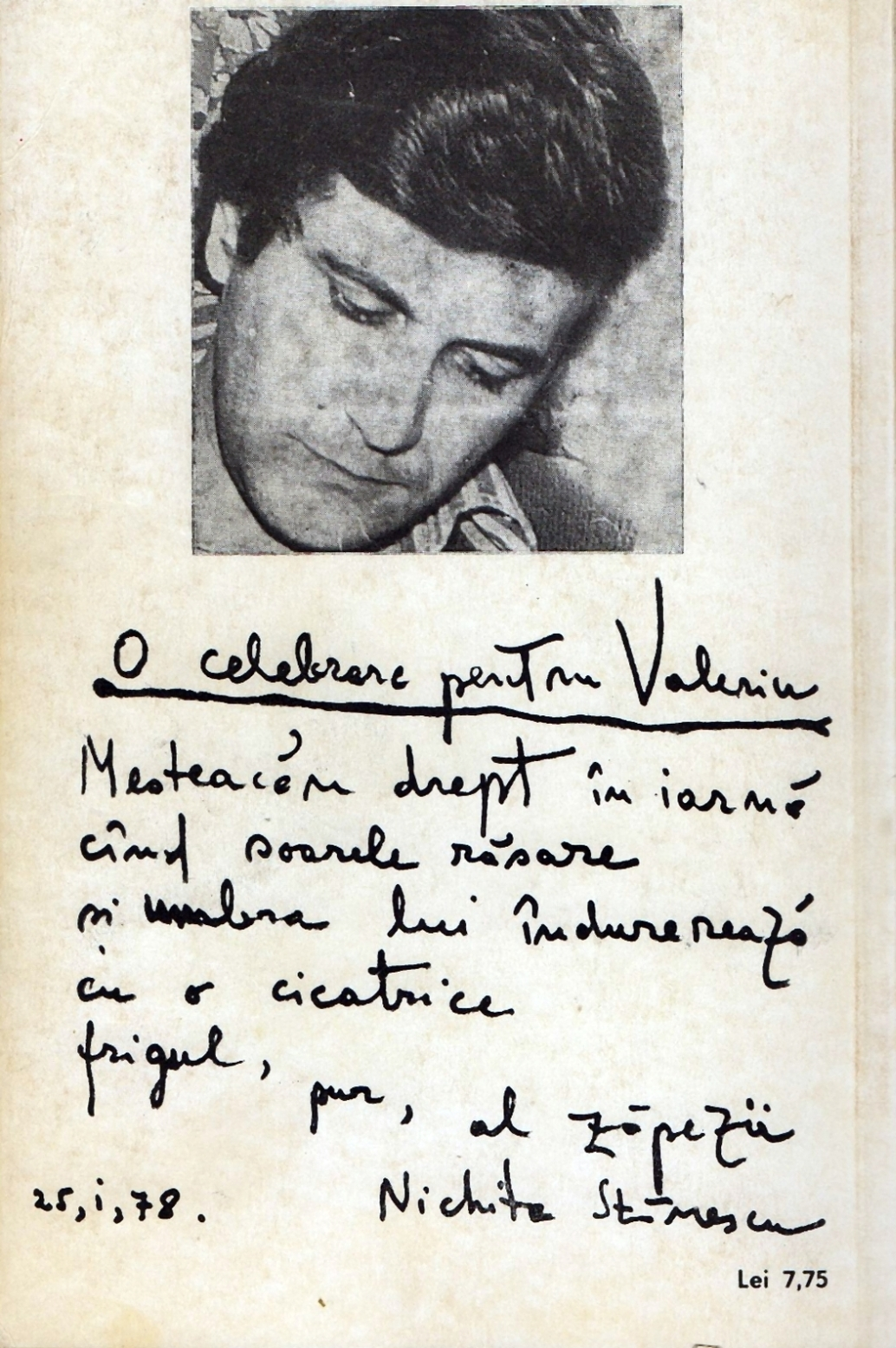
La seconde couverture du volume de vers „Celebrări” (en français "Célébrations") de Valeriu Pantazi, avec un portrait de celui-ci et une dédicace signée par le poète Nichita Stănescu (le 25 janvier 1978)
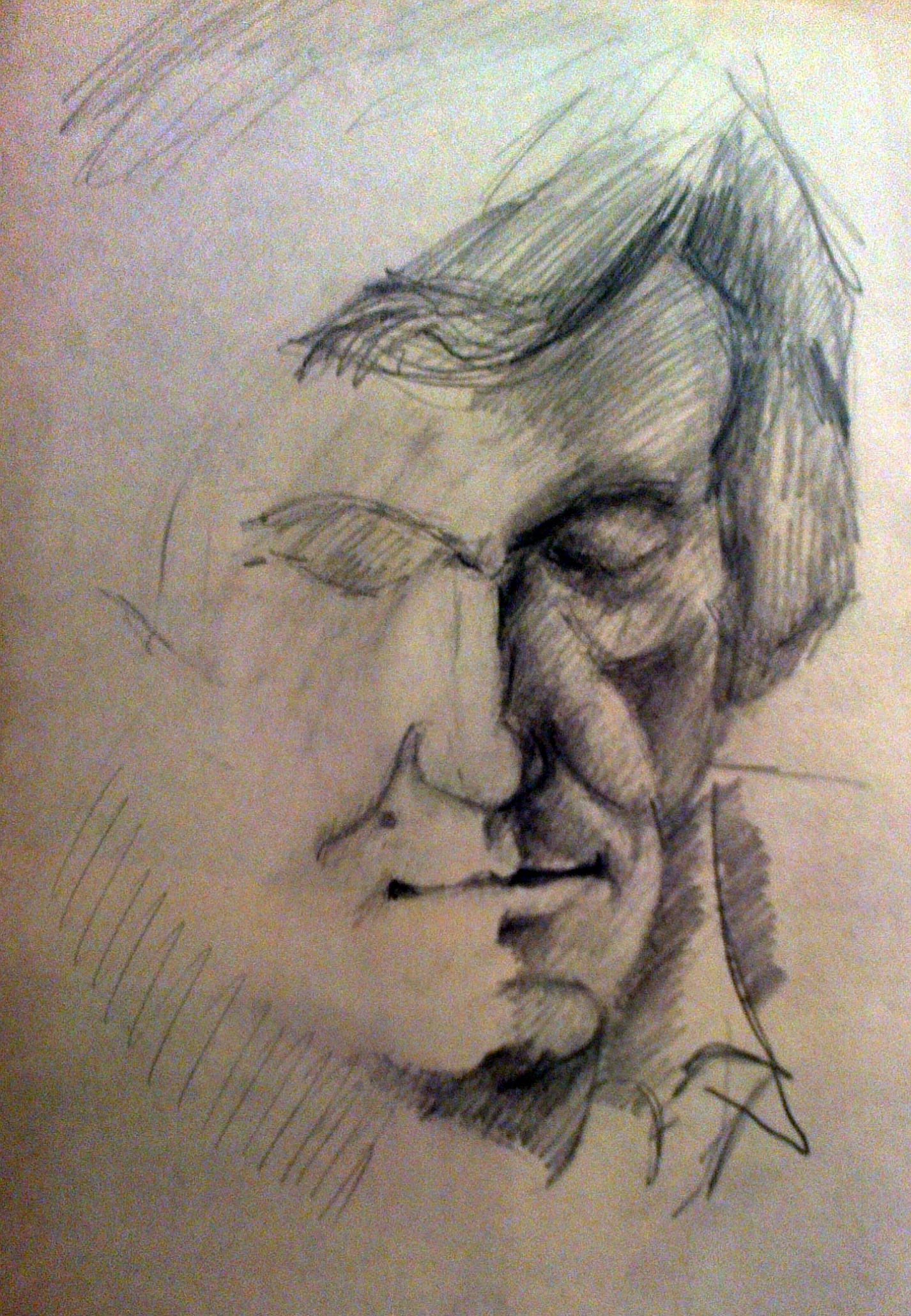
Le portrait de Valeriu Pantazi fait par Ion Pantilie
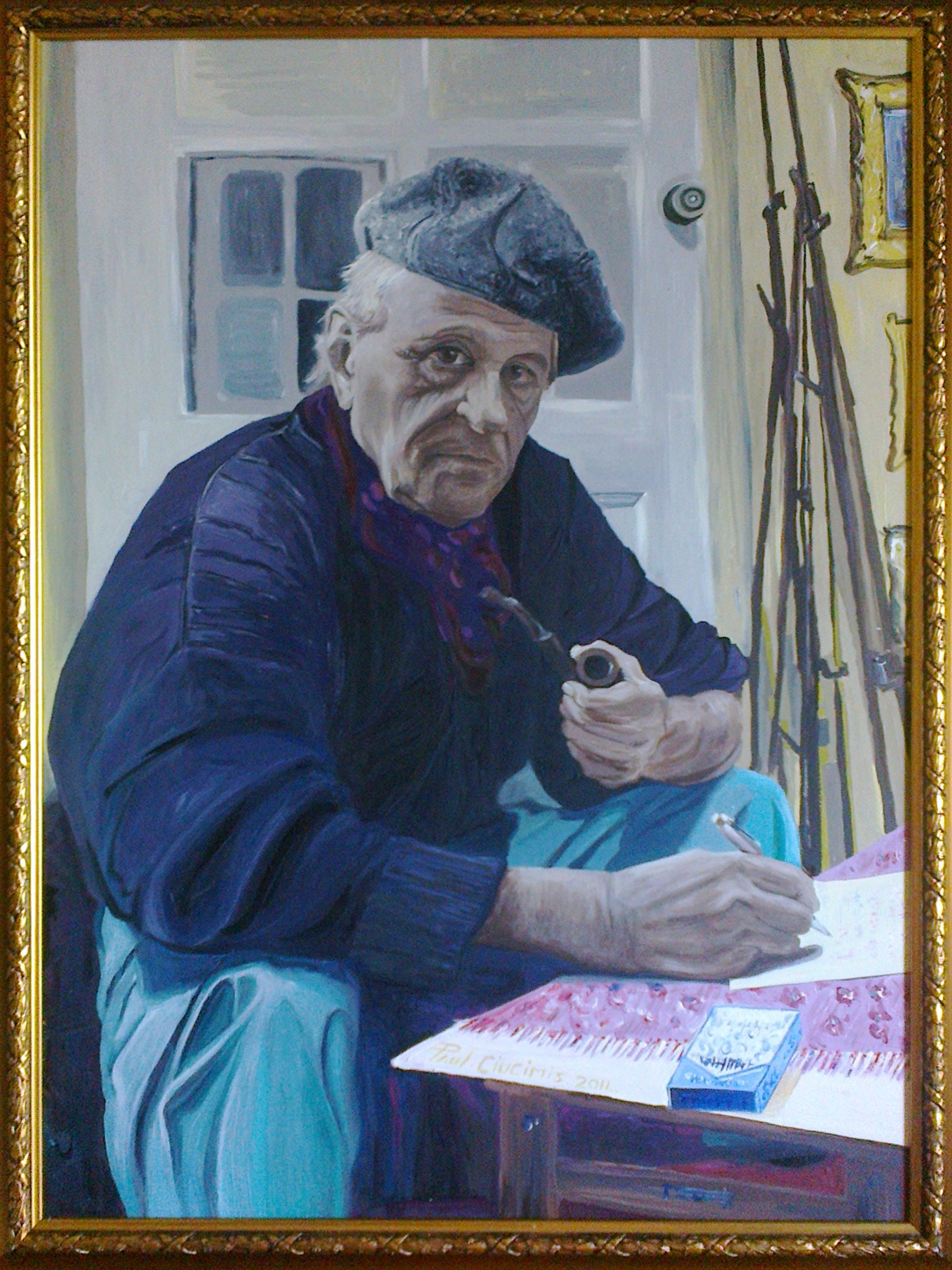
Le portrait de Valeriu Pantazi, réalisé par le peintre Paul Mecet (2012)